# Нижній Тельбин
Ни́жній Те́льбин (Тельбін) — озеро у лівобережній поймі Дніпра між місцевістю Позняки та залізничною лінією Київ — Дарниця. 

## Історія
Озеро, як і сусіднє озеро Тельбин колись при повенях, сполучалося з Дніпром, а нині повністю ізольоване. 

## Гідрологія
В озеро впадає річка Дарниця. Вона ж з нього і витікає через бетонний колектор і впадає у Дніпро. 

## Екологічні проблеми
Озеро Нижній Тельбин відігравало і певною мірою відіграє роль відстійника. Нині на його північному березі збудовано під'їзний шляхопровід до залізнично-автомобільний мостовий перехід через річку Дніпро

## Галерея

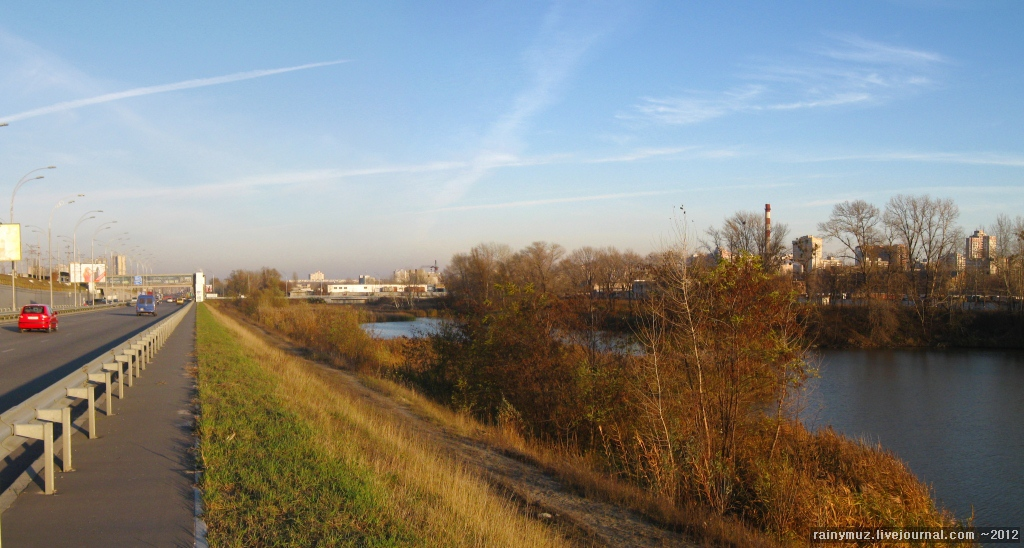
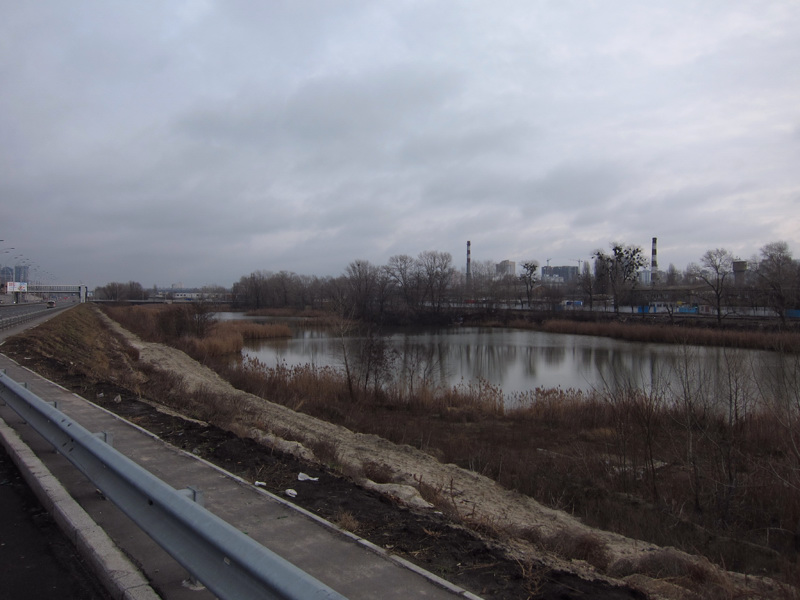
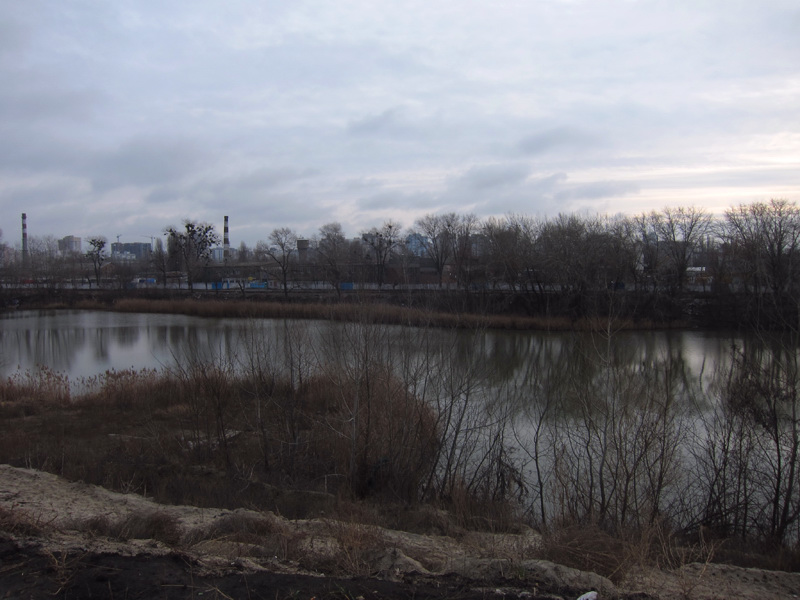